# جوليان ألفريد
جوليان ألفريد ( 10 يونيو 2001) هي عداء سريع من سانت لوسيان . فازت بالميدالية الذهبية في دورة الألعاب الأولمبية الصيفية 2024 في سباق 100 متر وهي أول ميدالية أولمبية على الإطلاق لسانت لوسيا ، وسجلت أيضًا رقمًا قياسيًا وطنيًا جديدًا قدره 10.72 ثانية في النهائي. كما فازت ألفريد بالميدالية الذهبية في سباق 60 مترًا في بطولة العالم لألعاب القوى 2024 داخل الصالات .حصلت على الميدالية الفضية في سباق 100 متر في دورة ألعاب الكومنولث 2022 . ألفريد هي صاحبة الرقم القياسي المشترك في أمريكا الشمالية لمسافة 60 مترًا .
كانت أول امرأة في تاريخ الرابطة الوطنية لرياضة الجامعات تكسر حاجز السبع ثواني فوق الستين م. ألفريد هي بطلة الرابطة الوطنية لرياضة الجامعات الدرجة الأولى ثلاث مرات.